# Donauwörth
Donauwörth là một thành phố ở bang Bayern, vùng Schwaben nước Đức. Thành phố này nằm giữa Munich và Nuremberg, 46 km về phía bắc Augsburg.
Donauwörth là nơi diễn ra trận Schellenberg (hay trận Donauwörth) ngày 2 tháng 7 năm 1704, trong chiến tranh Kế vị Tây Ban Nha (1702-1713).

## Cư dân nổi bật
- 1291 Margareta Ebner
- 1499 Sebastian Franck
- 1838 Franz Hartmann
- 1901 Werner Egk
- 1942 Werner Schnitzer
- 1948 Manfred G. Schmidt
- 1980 Carolin Hingst
- 1980 Sercan Güvenışık

## Kết nghĩa
- Perchtoldsdorf (Áo)